# Mys (rejon totiemski)
Mys (ros. Мыс) – wieś w Rosji, w rejonie totiemskim obwodu wołogodzkiego. W 2010 r. liczyła 18 mieszkańców.